# Axel Schlotmann
Axel Schlotmann (* 25. Januar 1939 in Neuenkirchen (Kreis Steinfurt)) ist ein deutscher Politiker (CDU) und Mitglied des Niedersächsischen Landtages.

## Leben
Axel Schlotmann wurde am 25. Januar 1939 in Neuenkirchen bei Rheine geboren und wohnte von 1949 bis 1960 in Holdorf in Oldenburg. Nach dem Erwerb der Mittleren Reife absolvierte Axel Schlotmann eine Ausbildung als Vermessungstechniker in Damme in Oldenburg. Danach wurde er 1960 als Wehrpflichtiger zur Bundeswehr eingezogen und 1964 auf dem zweiten Bildungsweg Bundeswehroffizier mit Dienstgrad Leutnant. 1965 wurde er nach Nienburg versetzt, im Jahr 1968 übernahm er den Kreisvorsitz der Jungen Union und wurde sechs Jahre später CDU-Kreisvorstandsmitglied und CDU-Kreisschatzmeister, ab 1983 dann CDU-Kreisvorsitzender. Ihm wurde die Verdienstmedaille Sturmflut 1962 überreicht.
Axel Schlotmann war in den Jahren 1972 bis 1983 Mitglied des Nienburger Stadtrates und in der gleichen Zeit Abgeordneter des Nienburger Kreistages. 1981 bis 1983 war er Bürgermeister der Stadt Nienburg. Vom 21. Juni 1978 bis 20. Juni 1990 war er direkt gewähltes Mitglied des Niedersächsischen Landtages (9. bis 11. Wahlperiode). Er gehörte im Mai 1989 der Bundesversammlung zur Wahl des Bundespräsidenten an, war in den Bundesfachausschüssen Außen-Sicherheitspolitik sowie Sport der Bundes-CDU aktiv und leitete als Vorsitzender den niedersächsischen CDU-Landesausschuss Sicherheitspolitik. 1991 wurde ihm das Bundesverdienstkreuz verliehen, 1992 wurde Axel Schlotmann zum Oberstleutnant ernannt.
Von 1988 bis 1992 leitete Axel Schlotmann den Olympiastützpunkt Hannover/Wolfsburg und war von 1993 bis 1995 mit Beratervertrag bei der Landesregierung in Sachsen-Anhalt tätig. Von 1995 bis 2006 arbeitete er als freier Journalist und war einige Jahre Mitglied der Landespressekonferenz Niedersachsen.  
Er ist seit 1963 verheiratet und hat zwei Kinder. 